# Impasse de Jessaint
Pour les articles homonymes, voir Jessaint.
Cet article court présente un sujet plus développé dans : Rue de Jessaint.
L'impasse de Jessaint, est une ancienne voie du 18e arrondissement de Paris.

## Situation
Cette voie partait de la rue de Jessaint et longeait le faisceau ferroviaire des chemins de fer du Nord vers le nord jusqu'au passage Ruelle.

## Origine du nom
Elle porte le nom d'Adrien-Sébastien de Jessaint (1788-1850). 

## Historique
L'impasse est ouverte le long de la ligne de chemin de fer de Paris à Lille. D'abord nommée « impasse d'Isly », elle est renommée « impasse de Jessaint » en 1873 du fait de sa proximité avec la rue de Jessaint et la place de Jessaint.
Lors de l'élargissement du faisceau ferroviaire de la gare du Nord consécutif à la création de la ligne B du RER, la voie est supprimée,.